# Heterusia obtusa
Heterusia obtusa là một loài bướm đêm trong họ Geometridae.